# Haplophthalmus chisterai
Haplophthalmus chisterai is een pissebed uit de familie Trichoniscidae. De wetenschappelijke naam van de soort is voor het eerst geldig gepubliceerd in 1990 door Cruz & Dalens.